# 1028年
| 千纪： | 2千纪 |
| 世纪： | 10世纪 \| 11世纪 \| 12世纪                                                                                 |
| 年代： | 990年代 \| 1000年代 \| 1010年代 \| 1020年代 \| 1030年代 \| 1040年代 \| 1050年代                            |
| 年份： | 1023年 \| 1024年 \| 1025年 \| 1026年 \| 1027年 \| 1028年 \| 1029年 \| 1030年 \| 1031年 \| 1032年 \| 1033年 |
| 纪年： | 戊辰年（龙年）；契丹太平八年；北宋天圣六年；大理正治二年；越南順天十九年，天成元年；日本萬壽五年，長元元年 |

## 大事记
- 西夏
  - 李元昊奪取了甘州回鶻所據的重鎮甘州（今甘肅張掖）和瓜州（今甘肅安西）。
- 歐洲
  - 康拉德二世趁波蘭國內發生動亂之機，從波蘭國王梅什科二世手中奪取了上盧日策。
  - 挪威國王奧拉夫二世逃亡至古罗斯城市诺夫哥罗德，克努特大帝趁機兼領挪威國王
- 諾曼第公國
  - 罗贝尔一世（宽宏的）继任第六代诺曼底公爵

## 出生
- 9月——威廉一世，征服者威廉，英格蘭國王、諾曼第公爵。（1087年逝世，59岁）
- 种谔，北宋大将（1082年去世，54岁）

## 逝世
- 林逋，北宋诗人
- 李公蕴，越南李朝的开国君主